# Moses Tanui
Moses Kiptarbet Tanui (Condado de Nandi, Vale do Rift, 20 de agosto de 1965) é um antigo corredor queniano de longa distância que, em 1991, ganhou a medalha de ouro nos 10 000 metros dos Campeonatos Mundiais de Tóquio.

## Carreira desportiva
Esteve presente em duas edições dos Jogos Olímpicos de Verão (Seul 1988 e Barcelona 1992), tendo sido, em ambas ocasiões, oitavo classificado nos 10000 metros.
Foi o primeiro corredor a completar a meia maratona em menos de uma hora, quando, no dia 3 de abril de 1993, terminou a Meia Maratona de Milão em 59:47 m. 
Moses venceu por duas vezes a Maratona de Boston. A primeira delas foi na 100ª edição da prova, em 1996, que colocou seu nome como um marco na história da maratona, e a segunda em 1998.

## Acidente
Em fevereiro de 2010, Tanui viu-se envolvido num acidente de viação que lhe provocou sérios ferimentos na perna e no peito e que tirou a vida ao ex-meio fundista David Lelei, que conduzia o automóvel.

## Melhores marcas pessoais
| Prova         | Tempo      | Data                  | Local                   | Notas                |
| ------------- | ---------- | --------------------- | ----------------------- | -------------------- |
| 3000 metros   | 7:39.63 m  | 18 de agosto de 1995  | Colónia, Alemanha       |                      |
| 5000 metros   | 13:22.82 m | 9 de junho de 1993    | Roma, Itália            |                      |
| 10000 metros  | 27:18.32 m | 3 de setembro de 1993 | Bruxelas, Bélgica       |                      |
| Meia Maratona | 59:47 m    | 3 de abril de 1993    | Milão, Itália           | melhor marca mundial |
| Maratona      | 2:06:16 h  | 24 de Outubro de 1999 | Chicago, Estados Unidos |                      |